# Encephalartos eugene-maraisii
Encephalartos eugene-maraisii I.Verd., 1945 è una pianta appartenente alla famiglia delle Zamiaceae, diffusa nella Provincia del Limpopo, in Sudafrica.
Il suo epiteto specifico è in onore del naturalista africano Eugène Marais.

## Descrizione

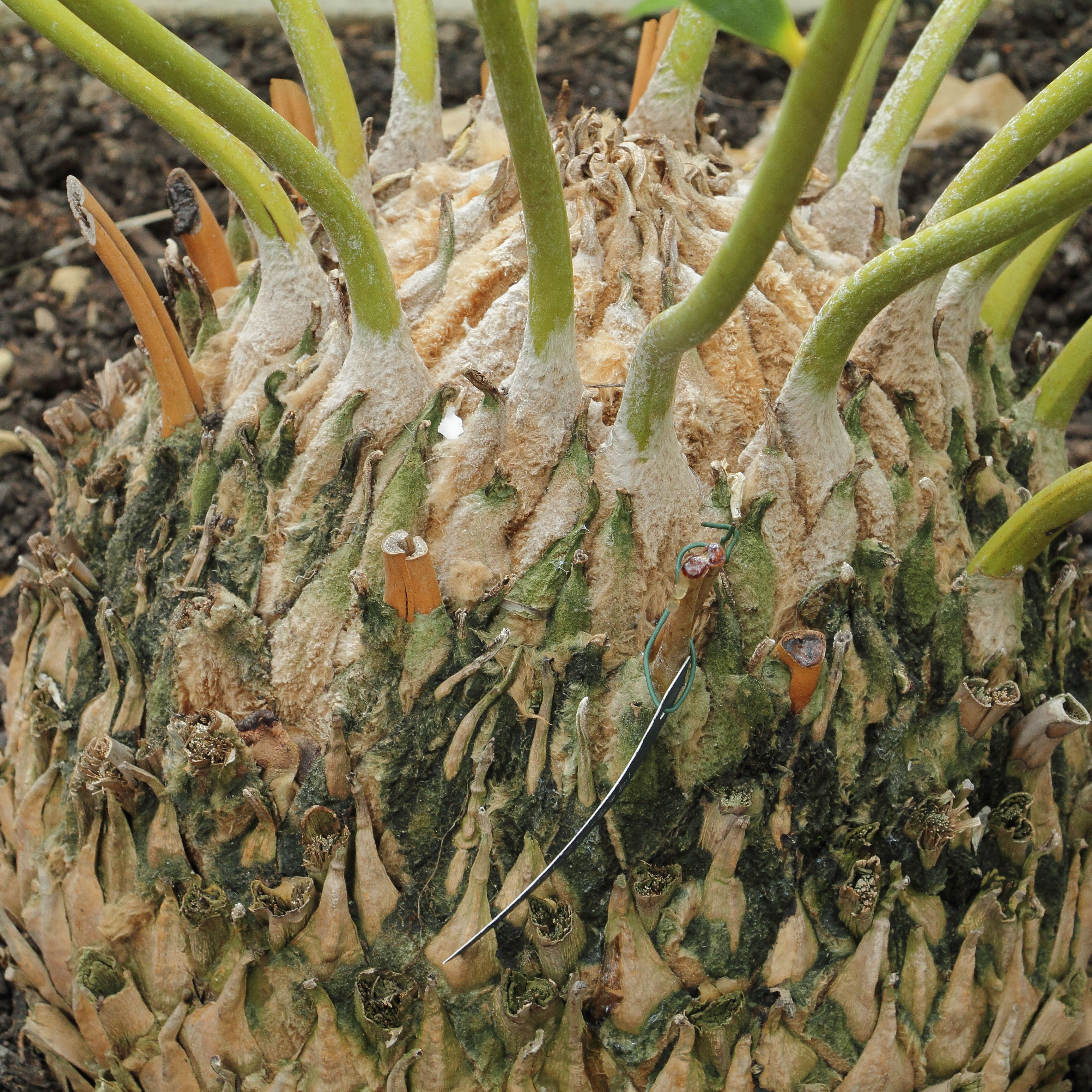
Particolare del fusto

È una pianta a protamento arborescente, con un fusto lungo fino a 2,5 m e con un diametro di 30–45 cm.
Le foglie sono lunghe 100–150 cm, di colore bluastro o argenteo e fortemente carenate. Il rachide è talvolta ritorto a spirale e la parte superiore è nettamente ricurva. Le foglioline lanceolate, lunghe 15–20 cm, sono disposte sul rachide in modo opposto, con un angolo di 45-80º; i margini sono interi e lisci, anche se le foglioline della parte basale della foglia possono essere dotate di un'unica spina nel margine inferiore.
È una specie dioica, con coni maschili fusiformi, di colore bruno, lunghi 20–40 cm e larghi 6–8 cm. Ogni pianta ne produce fino a tre. I coni femminili, di forma ovoidale, sono lunghi 30–50 cm e hanno un diametro di 16–20 cm. Su ciascuna pianta ne crescono fino a due per volta.
I semi, lungi 35–40 mm, hanno una forma oblunga e sono ricoperti da un tegumento di colore arancione o bruno.

## Distribuzione e habitat
Questa specie è diffusa nella Riserva del Waterberg, nella provincia del Limpopo, in Sudafrica. Cresce ad un'altitudine compresa tra 1 400 e 1 500 m s.l.m. Predilige terreni rocciosi di arenaria e grandi spazi aperti come la savana.

## Conservazione
La IUCN Red List classifica E. eugene-maraisii come specie in pericolo di estinzione (Endangered). La principale minaccia è costituita dalla raccolta illegale di esemplari a scopo ornamentale. Una ricognizione del 2004 permise di individuare 982 piante ancora presenti in natura.
La specie è inserita nella Appendice I della Convention on International Trade of Endangered Species (CITES)